# Eric Johnson (guitarrista de jazz)
Eric Johnson é um guitarrista de jazz estadunidense (natural de Pittsburgh) conhecido por ter tocado com Leon Spencer Jr., Lou Donaldson, Jimmy McGriff, Kenny Blake, Stanley Turrentine, Hank Crawford, Ramsey Lewis e outros., e por ser o líder da "Eric Johnson and The Fabalous A-Team".
Seu álbum de estreia, Bumpin' in LA (1993), é, até hoje, o álbum mais vendido do selo Clarion Jazz.
Ele é endorsee da D'Angelico guitars.

## Discografia

### Solo
- 1993 - Bumpin' in LA[11]
- 1996 - Makin' Whoppie (com sua banda "The Fabalous A-Team")[3]
- 2000 - Supahighway (com sua banda "The Fabalous A-Team")[9]

### Participação em Álbuns de Outros Artistas
- 1977 - Nathan Davis - Suite For Dr. Martin Luther King, Jr.[12]
- 1997 - Nat Simpkins - Spare Ribs[13]
- 1998 - Dave Braham ‎– Blue Gardenia[14]